# Профсоюз сотрудников гражданской милиции
Профессиональный союз сотрудников гражданской милиции (пол. Zwiazek Zawodowy Funkcjonariuszy Milicji Obywatelskiej; ZZ FMO) — польская социальная инициатива 1981 года, независимый профсоюз работников правоохранительных органов. Создавался под влиянием движения Солидарность. Выступал против использования милиции в общественно-политическом противостоянии, добивался независимости правоохраны и юстиции от правящей компартии ПОРП, улучшения социально-правового положения милиционеров. Инициатива была пресечена властями ПНР, активисты подверглись преследованиям госбезопасности в период военного положения. В Третьей Речи Посполитой воссоздан в форме Ассоциации «Достоинство».

## Предыстория
Гражданская милиция ПНР (MO) традиционно отличалась высокой степенью политизации и идеологизации. Фактически MO являлась силовым инструментом правящей компартии ПОРП. В системе МВД милиция была объединена со Службой госбезопасности (СБ); начальник регионального управления СБ по должности занимал пост заместителя коменданта милиции. Милицейские подразделения ЗОМО использовались для подавления уличных протестов, разгоны демонстраций сопровождались избиениями и убийствами. В польском обществе милиция воспринималась как орган политических репрессий — при том, что уровень уголовной преступности в ПНР оставался довольно высоким.
Новый закон о гражданской милиции 1972 установил своего рода образовательный ценз: рядовой милиционер должен был иметь среднее образование, офицер милиции — высшее. Такие новации были в русле общего курса Эдварда Герека. Но в аппарате ПОРП возникли опасения, не произойдёт ли инфильтрация в MO фрондирующей интеллигенции.
В августе 1980 года Польшу охватило массовое забастовочное движение. Приказом главного коменданта MO генерала Зачковского милиция перешла на усиленный режим службы, ЗОМО приведены в боеготовность. Однако власти предпочли пойти на компромисс. Были заключены Августовские соглашения, создан независимый профсоюз Солидарность.
С осени 1980 по весну 1981 нарастала конфронтация между ПОРП и «Солидарностью». Ортодоксально-коммунистическая «фракция бетона» выступала за силовое подавление «Солидарности». К этой группе принадлежали министр внутренних дел генерал Милевский, его заместитель генерал Стахура, главный комендант милиции генерал Зачковский, его заместитель генерал Бейм, коменданты крупнейших регионов — генерал Цвек (Варшавское столичное воеводство), полковник Анджеевский (Гданьское воеводство), полковник Яблоньский и полковник Тшибиньский (Краковское городское воеводство), полковник Тшциньский и полковник Верниковский (Щецинское воеводство), генерал Цадер и полковник Груба (Катовицкое воеводство), полковник Краупе и полковник Мочковский (Лодзинское городское воеводство), полковник Берначик (Вроцлавское воеводство), полковник Зашкевич (Познанское воеводство), полковник Коздра (Быдгощское воеводство), полковник Наренговский (Люблинское воеводство), полковник Мозгава и полковник Отловский (Радомское воеводство), полковник Урантувка (Опольское воеводство). Все они состояли в комитетах ПОРП и занимали не только служебную, но политическую позицию жёсткой конфронтации.

## Милицейская оппозиция
МВД, Гражданская милиция и Служба безопасности были политическими опорами «партийного бетона». Но общая атмосфера 1980 года не обошла и милицию. На открытых партсобраниях милиционеры впервые стали критически обсуждать положение дел. Рядовые сотрудники и младшие офицеры имели достаточно причин для недовольства: социально-бытовые условия службы, низкие зарплаты, профессиональная некомпетентность начальства (особенно перешедшего из партийных органов, подобно генералу Стахуре), грубость с подчинёнными и подобострастие с руководством, ограничение гражданских прав (запреты на передвижение по стране и за рубеж), усиленное идеологическое принуждение. Особое возмущение вызывала необходимость выполнять задания СБ — например, вести учёт политически неблагонадёжных, подставляясь под презрение сограждан. Также возмущало правоохранителей систематическое нарушение законности со стороны партийной номенклатуры.
Острый кризис разразился в марте 1981. Быдгощская провокация — избиение группы активистов «Солидарности» в воеводском совете — привела к многомиллионной всепольской предупредительной забастовке. Непосредственными исполнителями являлись сотрудники милиции и бойцы ЗОМО под командованием майора Генрика Беднарека. Это вызвало по всей стране взрыв возмущения и отторжения к милиции. Вскоре после этих событий почти пятьдесят сотрудников Быдгощской воеводской комендатуры во главе с майором Генриком Гауфой и майором Мацеем Зегаровским опубликовали в партийном органе Gazeta Pomorska открытое письмо. Авторы заявляли, что «готовы служить обществу и делу социализма», но не хотят «быть орудием групповых политических целей». В мае собрание делегатов Катовицкой воеводской комендатуры в Шопенице потребовало невмешательства милиции в общественно-политические конфликты и принятия нового закона о MO и СБ. После этих выступлений в милиции началось движение за создание независимого профсоюза.
Первоначально это движение не имело прямой организационной связи с «Солидарностью». Более того, действия и риторика независимого профсоюза, во многом заострённая против MO, вызывала раздражение и серьёзные опасения. На заводах устраивались обструкции родственникам милиционеров, водители общественного транспорта отказывались перевозить их, воспитательницы детских садов требовали не принимать детей милиционеров. Случались нападения на милицейские машины, в Варшаве толпа отбила задержанного с поличным преступника. В Быдгоще милицейское начальство сообщало сотрудникам, будто радикальный профцентр во главе с Яном Рулевским готовит списки на ликвидацию и «отмечает крестами» квартиры милиционеров. Однако идея профсоюза сотрудников MO несомненно возникла и развивалось под идейным влиянием «Солидарности».
Возглавили инициативу младшие офицеры Столичной комендатуры (КСМО) — поручик Виктор Микусиньский (следственное управление), сержант Иренеуш Сераньский (патрульная служба), капрал Мирослав Басевич (патрульная служба). 24 мая 1981 сержант Сераньский основал в патрульном батальоне КСМО Временный учредительный комитет (TKZ) Профессионального союза сотрудников гражданской милиции — ZZ FMO. Через день на открытом партсобрании КСМО был сформирован Всепольский учредительный комитет (OKZ). Учредители ZZ FMO вступили в переговоры с руководством МВД.

## Профсоюз милиционеров

### Создание и препятствия
1 июня 1981 около 700 делегатов от воеводских комендатур собрались на съезд в Варшаве и около 120 — на съезд в Катовице. Катовицкий съезд присоединился к Варшавскому. Второй этап съезда состоялся 9 июня. 377 делегатов в Варшаве представляли около 13 тысяч (по максимальным оценкам — до 30 тысяч) сотрудников милиции из 75 тысяч штатного состава MO. Был сформирован Всепольский учредительный комитет, председателем избран поручик Виктор Микусиньский, его заместителями — поручик Казимеж Колинка (Лодзинская комендатура) и капитан Эдвард Шибка (Краковская комендатура).
Учредители ZZ FMO приняли документ, в котором заявили о необходимости «активного участия милиции в процессе восстановления общественного доверия на основе Августовских преобразований». Были выдвинуты следующие требования и установки:
- решение социальных конфликтов политическими методами, без милицейского насилия
- деполитизация МВД, устранение аппарата ПОРП из правоохранительных органов и судебной системы
- структурное разделение MO и СБ
- обеспечение правовой защиты и свободы личных убеждений сотрудников милиции
- упрощение процедуры уголовных дел
- прекращение манипуляций с криминальной статистикой
- улучшение методов милицейской работы, условий службы и оснащения

Инициаторы профсоюза первоначально не выходили за рамки официальной партийно-государственной идеологии, выступали за «обновление социализма», ни в коей мере не ассоциировали себя с «Солидарностью». Наибольший интерес к профсоюзу проявляли в милиции члены ПОРП, профсоюзная агитация велась в парторганизациях и на партсобраниях.
Профсоюзное движение охватило 428 структурных единиц MO — примерно 16-18 % — в 40 воеводствах ПНР. Было создано 38 организаций в 26 воеводствах. Большинство таких структур возникали на низовом и среднем уровнях — в комиссариатах-отделениях и городских комендатурах. Наибольший отклик движение встретило в патрульной службе, уголовном розыске, следственных органах, отделах по борьбе с экономическими преступлениями, системе подготовки кадров — то есть в подразделениях, находившихся в непосредственном контакте с населением, регулярно сталкивавшихся с партийной коррупцией, постоянно взаимодействовавших с рядовым составом. Ряд активистов до поступления на службу в MO имели рабочие профессии (Иренеуш Сераньский прежде работал электриком, Збигнев Жмудзяк — железнодорожником, Мариан Садловский — шахтёром). С другой стороны, практически не были затронуты находившиеся на особом положении отряды ЗОМО (но здесь тревоги начальства вызывали случаи посещения костёлов). 
Органы СБ, как «вооружённый отряд партии», заняли однозначно враждебную позицию к ZZ FMO. Но единичные исключения встречались и здесь. Капитан гданьской СБ Адам Ходыш тайно информировал диссидентов и «Солидарность». Впоследствии к нему присоединились ещё несколько офицеров. В 1984 группа была раскрыта, Ходыш арестован. Помогали «Солидарности» десять сотрудников вроцлавской СБ, во главе этой группы стоял капитан Мариан Харукевич. Разумеется, эта деятельность велась конспиративно, о вступлении в профсоюз не могло быть и речи.
2—7 июня шли переговоры между учредителями ZZ FMO и специальной Координационной комиссией Совета министров ПНР. В переговорах участвовал генерал Кищак, который в конце июля сменил генерала Милевского на посту главы МВД (Милевский стал секретарём ЦК ПОРП по силовым структурам). Кищак выражал определённое понимание, но категорически отказывал в праве на создание профсоюза (мотивируя это, в частности, негативной реакцией СССР).
9 июня прошёл второй этап съезда. На этот раз участвовали 377 делегатов. Поручик Микусиньский подал в отставку с председательства, на это место был избран сержант Сераньский. На следующий день в воеводский суд Варшавы была подана заявка на регистрацию ZZ FMO.
Руководство МВД крайне негативно отреагировало на попытку создания милицейского профсоюза. Уже во время июньского съезда главный комендант Зачковский демонстративно привёл в боеготовность специальный батальон ЗОМО. 12 июня был расформирован патрульный батальон КСМО, в котором служил Сераньский. С июня по декабрь из MO были уволены около 120 человек, включая Микусиньского, Сераньского Басевича, Гауфу, Зегаровского. У сотен активистов взяли подписки об отказе от профсоюзной деятельности. СБ приняла директиву выявлять и жёстко пресекать такого рода попытки.

### Солидарность с «Солидарностью»
Давление начальства подтолкнуло инициаторов ZZ FMO к сближению с «Солидарностью». Учредительные ячейки в разных городах вышли на связь с профцентрами и получили от них организационную, материальную и информационную поддержку. 10 июля состоялась встреча делегации с Лехом Валенсой, но не привела к практическим результатам. Профсоюз не имел рычагов влияние на политику МВД. Кроме того, резко негативное отношение антикоммунистических активистов «Солидарности» к MO поначалу распространялось на любого сотрудника.
Эта позиция изменилась осенью. 22 сентября варшавский воеводский судья Здзислав Костельняк (ранее пытавшийся максимально затянуть и затруднить регистрацию «Солидарности») отложил решение по ZZ FMO — под предлогом неясности правового статуса милиционеров. 25 сентября OKZ преобразован в протестный комитет. 36 активистов во главе с Микусиньским, Сераньским и Басевичем заняли варшавский милицейский спорткомплекс Хала Гвардии. Акция была пресечена отрядом ЗОМО: против милицейского протеста было использовано милицейское спецподразделение. После этого события «Солидарность» стала активно поддерживать милицейский профсоюз.
28 сентября 1981 член OKZ плутоновый (взводный) Збигнев Жмудзяк (уволен из Люблинской комендатуры) выступил на I съезде «Солидарности». Представители ZZ FMO возложили цветы к памятнику рабочим судоверфи, погибшим при подавлении забастовки в 1970. Подпоручик Юлиан Секула (уволен из Люблинской комендатуры) рассказывал впоследствии о небывалых, прежде невероятных симпатиях, с которыми жители Гданьска отнеслись к участникам этого возложения — недавним сотрудникам MO.
14 ноября делегация OKZ вновь встретилась с Валенсой, который теперь выразил полную поддержку. Название организации стало формулироваться иначе: Независимый самоуправляемый профсоюз сотрудников гражданской милиции NSZZ FMO — подобно «Солидарности». Требования радикализировались и политизировались. В ноябре-декабре 1981 несколько активистов ZZ FMO участвовали в забастовке курсантов Высшего пожарного училища в Варшаве. Иренеуш Сераньский из окна училища обращался к стянутым для штурма милиционерам. 4 декабря представители ZZ FMO в Бытоме отмечали День шахтёра и участвовали в церемонии освещения знамени «Солидарности» на угольной шахте Rozbark (в 1945—1949 здесь находился трудовой лагерь для политзаключённых). Милицейский профсоюз структурно присоединился к «Солидарности». Представители ZZ FMO участвовали в органах и мероприятиях общенационального профобъединения.
При этом некоторые активисты ZZ FMO сильно преувеличивали возможности своего движения. В контактах с представителями «Солидарности» они говорили о поддержке большинства милиционеров, о связях с генералами и воеводскими комендантами, о способности «гарантировать нейтралитет милиции в столкновении профсоюза с партией». Эти рассуждения многих дезориентировали в преддверии столкновения. Лозунг «Милиция с народом!», появлявшийся на оппозиционных митингах, отнюдь не отражал реальности. Более того, сближение с «Солидарностью» снизило поддержку ZZ FMO в милицейской среде: довольно многие милиционеры готовы были отстаивать свои социальные права, но очень немногие — сотрудничать с политической оппозицией.
8 декабря 1981 несколько милиционеров, в том числе — сержант Иренеуш Сераньский, подпоручик Юлиан Секула и младший хорунжий Мариан Садловский (уволен из Щецинской комендатуры) — начали голодовку с требованием зарегистрировать ZZ FMO. Показательно, что акция проводилась на Щецинской судоверфи имени Варского — это предприятие являлось оплотом радикально антикоммунистического Щецинского профцентра «Солидарности» во главе с Марианом Юрчиком.
11—12 декабря заседание Всепольской комиссии «Солидарности» при участии делегатов ZZ FMO выразило полную поддержку профсоюзу милиционеров и потребовало от Сейма и МВД ПНР немедленно начать переговоры.
Движение за независимый профсоюз милиционеров было заметным явлением:

Ваше движение было началом конца коммунизма. Когда шатается министерство репрессий, это означает сотрясение всей системы.

Яцек Куронь — Мирославу Басевичу

Однако в общем и целом власти вполне удержали контроль над гражданской милицией. Дисциплинарные меры в сочетании с социальным подкупом и идеологической обработкой возымели действие.
Некоторые члены ZZ FMO благодаря прежним служебным связям имели доступ к конфиденциальной информации. С начала декабря они предупреждали о готовящемся военно-силовом подавлении. Однако этим достоверным сообщениям не уделялось должного внимания. Большинство активистов «Солидарности» не ожидали от властей жёстких решительных действий (вполне очевидных для бывших силовиков режима).

## Репрессии и подполье
13 декабря 1981 в Польше было введено военное положение. Власть перешла к Военному совету национального спасения (WRON) во главе с генералом Ярузельским. Независимые профсоюзы были запрещены, около десяти тысяч оппозиционных активистов интернированы и арестованы.
Лидеры ZZ FMO отличались большим упорством и готовностью к подпольному сопротивлению. 24 члена милицейского профсоюза были интернированы, трое арестованы по обвинению в «разглашении служебной тайны». Виктор Микусиньский схвачен в результате спецоперации СБ. Юлиан Секула участвовал в забастовке рабочих Щецинской судоверфи и в одиночку вышел на ЗОМО, призвав обойтись без насилия. Збигнев Жмудзяк пытался организовать подпольную ячейку в Люблине. Иренеуш Сераньский и Мариан Садловский возглавляли акции протеста в лагерях интернирования, подвергались избиениям ЗОМО.
Но в целом милиция и особенно ЗОМО в полной мере подчинялись ПОРП и WRON, являлись орудиями репрессий военного положения. Крупных протестов в этой среде не отмечалось. Такие случаи были единичными: например, выступление на партсобрании в январе 1982 взводного Быдгощской ЗОМО Богдана Анджеевского — он отметил, что выполнение приказов вызывает ненависть соотечественников. Беспрекословное подчинение почти всех милиционеров партийному начальству вызывало некоторое удивление в подпольной «Солидарности».
После отмены военного положения некоторые активисты ZZ FMO — в том числе Виктор Микусиньский, Иренеуш Сераньский, Мирослав Басевич, Юлиан Секула, Чеслав Белецкий — организовали нелегальное сообщество оппозиционно настроенных бывших милиционеров. Удалось наладить выпуск журнала Godność — Достоинство. Была также запущена одноимённая радиостанция транслировавшая передачи на милицейских частотах. Басевич, занявшийся крестьянским хозяйством, хранил документацию в улье на своём участке.

## Ассоциация «Достоинство»
В 1988—1989 новая волна забастовок «Солидарности» вынудила руководство ПОРП пойти на компромисс и переговоры. Виктор Микусиньский участвовал в одной из рабочих групп Круглого стола. В 1990, в ходе смены общественно-политического строя Польши, был принят закон о восстановлении трудовых прав. Этот акт реабилитировал активистов ZZ FMO и позволял желающим вернуться на службу в новую полицию Польши. Микусиньский до 1994 был Столичным комендантом, Жмудзяк до 1994 — руководящим сотрудником Люблинской воеводской комендатуры, Секула до 2000 — заместителем Люблинского городского коменданта.
К 25-летию инициативы ZZ FMO в 2006 группа ветеранов милицейского профсоюза провела серию юбилейных мероприятий. Эти начинания поддержали министр внутренних дел Польши Людвик Дорн и главный комендант полиции Марек Беньковский. 30 сентября 2006 состоялось учредительное собрание Ассоциации бывших сотрудников гражданской милиции, репрессированных за профсоюзную и политическую деятельность в 1981—1989 годах — SFMO «Godność» (Ассоциация «Достоинство»). Первым председателем правления Ассоциации был избран Виктор Микусиньский, заместителями — Збигнев Жмудзяк и Мирослав Басевич. С 2014 председателем является Юлиан Секула.
Главной уставной задачей Ассоциации «Достоинство» является хранение памяти и традиций ZZ FMO. Подчёркивается, что в гражданской милиции ПНР были «не только ЗОМО». Ассоциация отстаивает социальные интересы участников движения, содействует польской полицейской службе. Идейно-политическая позиция характеризуется активным антикоммунизмом (высказывается недовольство высоким социальным статусом и материальным положением бывших функционеров СБ и ПОРП, преследовавших демократическую оппозицию в ПНР). Многие бывшие члены ZZ FMO удостоены государственных наград Республики Польша.